# Marija Wakounig
Marija Wakounig, avstrijska zgodovinarka in akademičarka slovenskega rodu, * 19. marec 1959, Celovec.

## Življenjepis
Med letoma 1966 in 1970 je obiskovala ljudsko šolo v Šentprimožu v Podjuni. Maturirala je na Zvezni gimnaziji za Slovence v Celovcu leta 1978. Po maturi je med letoma 1978 in 1982 študirala zgodovino, arheologijo in pravo ter dosegla naziv magistra filozofije na Univerzi na Dunaju. Leta 1985 je doktorirala iz filozofije, leta 1986 pa se je zaposlila kot asistentka na Inštitutu za vzhodnoevropsko zgodovino Univerze na Dunaju. Leta 1997 je postala izredna profesorica, leta 2000 pa je bila povabljena, da prevzame profesuro za vzhodnoevropsko zgodovino na Univerzi Friedricha Schillerja v Jeni, kar je odklonila. 
V študijskem letu 2002/03 je bila profesorica na Univerzi v Celovcu, v poletnem semestru 2011 pa je bila gostujoča profesorica na Univerzi v Leidnu na Nizozemskem. Od 2003 je tudi predavateljica na otroški univerzi na Dunaju (KinderUNI Wien). Med letoma 2004 in 2006 je bila vicedekanka Fakultete za zgodovinsko-kulturne vede in med letoma 2008 in 2010 predstojnica Inštituta za vzhodnoevropsko zgodovino.
5. maja 2011 je bila izvoljena za dopisno članico Slovenske akademije znanosti in umetnosti. Leta 2021 je postala častna članica Znanstvenoraziskovalnega centra SAZU.

## Znanstveno delo
Ukvarja se predvsem z zgodovino plemstva in diplomacije, s simboli oblasti in državnimi simboli vzhodnoevropskega prostora, z zgodovino spolov ter znanstveno-kulturno zgodovino kot tudi z zgodovino alpsko-jadranskega prostora od srednjega veka do danes. 